# 12 метрів без голови
«12 метрів без голови» — фільм 2009 року.

## Зміст
Залучені до піратського ремесла Клаус Штертебекер і його помічник Міхельс, незважаючи на смертельні небезпеки, не можуть залишити цей бізнес. Вони мріють про народну славу Робін Гудів Фризії й нападають на ганзейські судна, здійснюють злочин за злочином. Та одного разу Клаус отримав тяжку рану і, опинившись між життям і смертю, переосмислив своє життя та своє призначення. Однак вийти з піратського братства і позбутися ореолу народного героя виявилося дуже не просто.